# La prova del nove (programma televisivo)
La prova del nove era un programma televisivo italiano di varietà trasmesso dal 29 settembre 1965 al 6 gennaio 1966 sul Programma Nazionale, abbinato alla Lotteria di Capodanno.

## Il programma
Gli spettacoli abbinati alla Lotteria Italia, originariamente intitolati Canzonissima, dal 1963 al 1967 prendono titoli diversi e cambiano format ogni anno, per tornare al titolo originale a partire dal 1968.
La prova del nove, scritto da Antonio Amurri, Mino Caudana,  Italo Terzoli, Bernardino Zapponi e affidato alla regia di Piero Turchetti, era presentato da Corrado, con la partecipazione di Walter Chiari e delle gemelle Kessler. Il programma proponeva la tradizionale gara di canzoni di fine anno tipica di Canzonissima. Ogni serata venivano presentate 8 canzoni, 4 vecchie  (anteriori al 1940) e 4 moderne (posteriori al 1940). Le esibizioni dei cantanti erano inframmezzate dagli sketch di Chiari e dai balletti delle Kessler.
La gara fu vinta da Gianni Morandi, che con la canzone Non son degno di te superò in finale Ornella Vanoni e Claudio Villa.

## Classifica finale
- Primo posto: Non son degno di te, cantata da Gianni Morandi
- Secondo posto: Tu sì na cosa grande, cantata da Ornella Vanoni
- Terzo posto: La canzone dell'amore, cantata da Claudio Villa
- Quarto posto: Viva la pappa col pomodoro, cantata da Rita Pavone
- Quinto posto: Vecchia Roma, cantata da Claudio Villa
- Sesto posto: Roma nun fa la stupida stasera, cantata da Gloria Christian, Bruno Martino e Lando Fiorini
- Settimo posto: Lasciati baciare col letkiss, interpretata dal balletto di Gino Landi in sostituzione delle gemelle Kessler
- Ottavo posto: C'è una chiesetta, cantata da Betty Curtis